# Robert Häuser
Robert Häuser (* 12. April 1882 in Wien; † 23. Juli 1927) war ein österreichischer Politiker (SDAP) und Magazinsdiener. Häuser war von 1921 bis 1926 Abgeordneter zum Landtag von Niederösterreich.

## Leben
Häuser besuchte die Volksschule und erlernte danach den Beruf des Bäckers. Nach seinem Militärdienst trat er in den Dienst der Südbahn und war als Magazinsdiener beschäftigt. Häuser war in Leobersdorf-Siebenhaus ansässig.

## Politik
Häuser vertrat die Sozialdemokratische Arbeiterpartei zwischen dem 11. Mai 1921 und dem 23. Juli 1926, dem Tag seines Todes, im Niederösterreichischen Landtag. 